# توسعه جی‌تی‌ای ۵

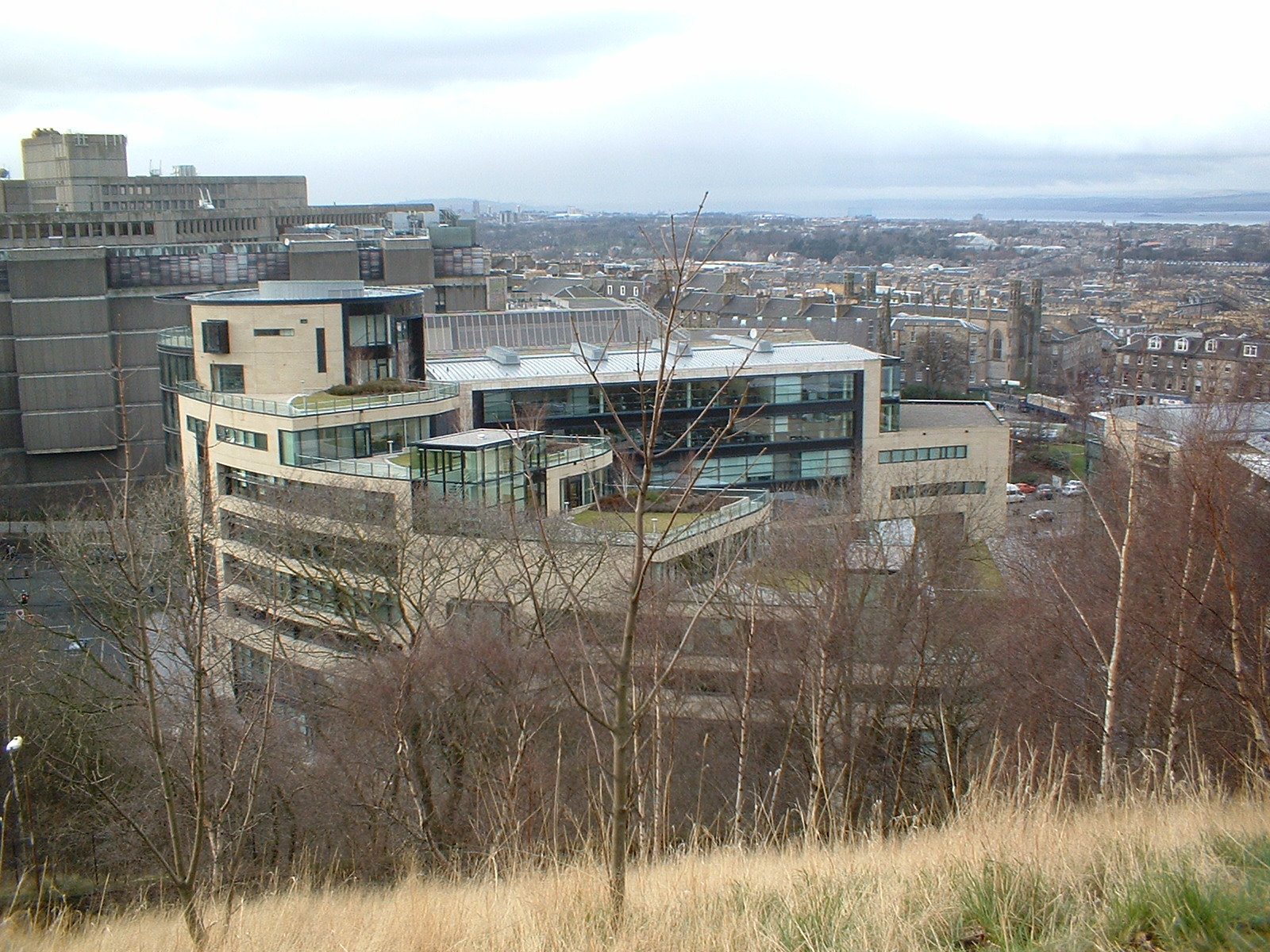
استودیوی سابق راک‌استار نورث در ادینبورگ، اسکاتلند، که در آن ساخت و توسعه اتومبیل‌دزدی بزرگ ۵ صورت گرفت.

یک تیم تقریباً ۱۰۰۰ نفری در طول چندین سال عنوان اتومبیل‌دزدی بزرگ ۵ را توسعه دادند. راک‌استار گیمز این بازی اکشن-ماجراجویی را در سپتامبر ۲۰۱۳ برای پلی استیشن ۳ و ایکس باکس ۳۶۰، در نوامبر ۲۰۱۴ برای پلی استیشن ۴ و ایکس باکس وان، و در آوریل ۲۰۱۵ برای مایکروسافت ویندوز منتشر کرد. نسخه‌های پلی‌استیشن ۵ و اکس‌باکس سری اکس و سری اس—که شامل وضوح تصویر بهبودیافته، استفاده از رهگیری پرتو، بهره‌گیری از ۶۰ فریم بر ثانیه و بروزرسانی‌های کلی می‌شدند—در مارس ۲۰۲۲ منتشر شدند. تیم توسعه ۳۶۰ نفرهٔ راک‌استار نورث که بر روی اتومبیل‌دزدی بزرگ ۴ کار کرده بود، توسعه نسخه پنجم را برعهده گرفت. این گروه با چندین استودیوی بین‌المللی راکستار همکاری کرد. گروه این بازی را دنباله معنوی بسیاری از پروژه‌های قبلی خود مانند رد دد ریدمپشن و مکس پین ۳ دانستند. پس از معرفی غیرمنتظره در سال ۲۰۱۱، بازی با شور و نشاط مطبوعاتی، تریلرهای سینمایی، استراتژی‌های بازاریابی ویروس‌وار و نسخه محدود تبلیغ شد. تاریخ انتشار آن، اگرچه با تأخیرهای زیادی روبرو بود، اما به‌طور گسترده‌ای پیش‌بینی شده بود.
ساخت دنیای جهان باز، با الگوبرداری از لس آنجلس و دیگر مناطق جنوب کالیفرنیا، بیشترین فعالیت‌های توسعه را تشکیل داد. اعضای تیم کلیدی برای جمع‌آوری تحقیقات و تصاویر، سفرهای میدانی به اطراف جنوب کالیفرنیا انجام دادند و از نقشه‌های گوگل مپس از لس آنجلس برای کمک به طراحی شبکه‌های جاده ای شهر استفاده شد. جهت افزایش قابلیت ارائه کشش مسافت بر روی موتور بازی پیشرفته راک‌استار (RAGE)، تعمیرات اساسی انجام دادند. برای اولین بار در این مجموعه، بازیکنان سه شخصیت اصلی را در حالت تک‌نفره کنترل می‌کردند. تیم توسعه متوجه شد که طراحی شخصیت اصلی چندگانه نیازمند تغییر اساسی در داستان و دستگاه‌های گیم پلی دارد. آنها مکانیک تیراندازی و رانندگی را از نو طراحی کردند و سرعت و دامنه روایت را شدت بخشیدند.
بازیگرانی که برای به تصویر کشیدن شخصیت‌های اصلی انتخاب شده بودند، زمان زیادی را صرف تحقیق در زمینه شخصیت پردازی کردند. از ضبط حرکت (Motion capture) برای ضبط حرکات صورت و بدن شخصیت‌ها استفاده شد. این بازی مانند نسخه‌های پیشین خود دارای یک رادیوی درون بازی است که مجموعه ای از آهنگ‌های لایسنس شده را پخش می‌کند. چند سال طول کشید که موسیقی متن بازی توسط تیمی متشکل از ۵ سازنده موسیقی به رهبری وودی جکسون ساخته بشود. آنها در همکاری نزدیک، با نمونه‌برداری و تأثیرات مختلف صداها با ایده‌های خود کار کردند. با انتشار مجدد بازی، حالت اول شخص به همراه نمای سنتی سوم شخص اضافه شد. علاوه بر حالت اول شخص، بازی از نظر بصری و فنی برای نسل هشتم کنسول‌ها ارتقاء یافت و یک ویرایشگر که به بازیکنان امکان می‌دهد فیلم‌هایی از گیم پلی خود ایجاد کنند، دریافت کرد.

## تاریخچه و بررسی کلی

موتور بازی پیشرفته راک‌استار با تعمیرات اساسی توانست اثرات سامانه ذره را با جزئیات بسیار بیشتری نسبت به Grand Theft Auto IV ارائه دهد.

کار مقدماتی توسعه اتومبیل‌دزدی بزرگ ۵ پس از انتشار اتومبیل‌دزدی بزرگ ۴ در ماه آوریل ۲۰۰۸ آغاز شد. پیشرفت کامل توسعه تقریباً سه سال به طول انجامید. تیم ۳۶۰ نفره مرکزی راک‌استار نورث با همکاری مشترک استودیوی راک‌استار گیمز در سراسر جهان برای تسهیل توسعه به یک تیم کامل با بیش از ۱۰۰۰ نفر بدل شد. استودیوها شامل راکستار لیدز، راک‌استار لینکلن، راک‌استار لندن، راک‌استار انگلستان جدید، راک‌استار سن‌دیگو و راک‌استار تورنتو بودند. مدیر فنی «آدام فاولر» گفت توسعه بازی بین استودیوهای کشورهای مختلف به صورت مشترک بود که شامل همکاری نزدیک بین تیم اصلی و دیگران می‌شد. این کار برای جلوگیری از مشکلاتی مثل عدم ارتباط استودیوها با یکدیگر ضروری بود و مکانیک‌های بازی می‌بایست به‌طور همزمان توسعه یابد. ساخت بازی در تاریخ ۲۵ اوت ۲۰۱۳ متوقف و تولید فیزیکی محصول آغاز شد. آرویند باتیا، تحلیلگر رسانه، بودجه ساخت بازی را بیش از ۱۳۷ میلیون دلار آمریکا می‌داند و خبرنگار اسکاتلندی به اسم «Marty McLaughlin» تخمین زدند که هزینه توسعه و بازاریابی فراتر از £۱۷۰ میلیون(۲۶۵ میلیون دلار آمریکا) است که گرانترین بازی ویدیویی ساخته شده در زمان خود محسوب می‌شود.
موتور بازی پیشرفته راک‌استار (RAGE) جهت بهبود ارائه «کشش مسافت» (draw distance)، تعمیرات اساسی شد و از آن طرف موتورهای Euphoria و Bullet بتوانند انیمیشن‌های زیادتر و رندر محیط بیشتری را انجام می‌دهند. تیم متوجه شد که می‌توانند دنیای بازی را با جزئیات بیشتری نسبت به اتومبیل‌دزدی بزرگ ۴ ارائه دهند زیرا آنان با سخت‌افزارهای پلی‌استیشن ۳ و ایکس‌باکس ۳۶۰ آشناتر شده بودند. مدیر هنری «آرون گاربوت» گفت در حالی که کار با سخت‌افزار قدیمی کنسول‌ها خسته کننده شده بود، تیم هنوز می‌توانست از نور و سایه باجزئیات‌تری استفاده کند و در نتیجه «یک ظاهر سازگار را حفظ کند». معاون شرکت دن هوسر احساس کرد که کار بر روی اتومبیل‌دزدی بزرگ ۴ با سخت‌افزار نسبتاً جدید یک چالش است، اما از آن زمان تیم توسعه یاد گرفته بود که چگونه با کنسول‌ها به صورت کارآمدتری کار کند. نسخه‌های پلی‌استیشن ۳، پلی‌استیشن ۴ و اکس‌باکس وان در یک دیسک بلو-ری عرضه شدند. نسخه ایکس‌باکس ۳۶۰ در دو دی وی دی توزیع شد و به ۸ گیگابایت نصب روی درایو دیسک سخت یا دستگاه ذخیره‌سازی خارجی نیاز داشت. در حالی که نسخه مایکروسافت ویندوز (PC) هفت دی وی دی را اشغال می‌کند. تیم اظهار داشت که هرگونه تفاوت بین نسخه‌های پلی استیشن ۳ و ایکس باکس ۳۶۰ ناچیز خواهد بود.

## تحقیق و طراحی جهان آزاد
ایده اولیه در مورد اتومبیل‌دزدی بزرگ ۵ به منزله ایجاد یک بازی جهان باز بود. مدل‌های اولیه در حین پیش تولید در خود موتور ساخته شدند. محیط بازی به ترتیب ایالت سان آندریس و شهر لوس سانتوس در ایالات متحده است که به ترتیب بر اساس جنوب کالیفرنیا و لس آنجلس ساخته شد. شهر سان‌آندرس برای اولین بار در عنوان اتومبیل‌دزدی بزرگ: سان اندرس استفاده شد که شامل سه شهرستان از هم جدا شده (بر پایهٔ لس آنجلس «لوس سانتوس»، سان فرانسیسکو «سان فیرو» و لاس وگاس «لاس ونتُراس») در یک منطقه بود. تیم فکر می‌کرد که جاه‌طلبی ساختن سه شهر در سان آندریاس بیش از حد بالا است، زیرا ممکن بود شهرها آنطور که انتظار داشتند خوب تقلید و ساخته نشوند. هوسر احساس کرد که ارائه یک نمای مؤثر از لس آنجلس نیازمند به تقلید از خود شهر است، گاربوت گفت فناوری زمان پلی استیشن ۲ به‌ضمیمهٔ سخت‌افزار ضعیف‌تر و حافظه دسترسی تصادفی کمتر فاقد توانایی‌های فنی جهت به تصویر کشیدن لس آنجلس بود، به طوری که اجرای سان آندریاس در لس سانتوس مثل «پس زمینه ای یا سطح بازی با عابران پیاده که به طور تصادفی حاضر می‌شوند» به نظر می‌رسید. در نتیجه تیم توسعه شهر سن اندرس را به عنوان نقطه عزیمت نسخه پنجم نادیده گرفت زیرا آنها به نسل جدید کنسول‌ها نقل مکان کرده بودند و می‌خواستند شهر را از ابتدا بسازند. طبق گفته گاربوت، سخت‌افزار بازی «آنقدر از سان آندریاس تکامل یافته بود» که استفاده از آن به عنوان محیط شهر کار زائدی بود. تمرکز تیم بر روی ساخت یک شهر به جای سه شهر باعث شد که بتوانند لوس سانتوس را با کیفیت بالاتر و در مقیاس عالی تری نسبت به بازی قبلی تولید کنند.

این بازی چندین نشان شاخص لس آنجلس را به همراه داشت، مثل نشانه نشان هالیوود که در بازی با عنوان نشانه واین‌وود نشان داده شده‌است.

در مورد شهر لس آنجلس تحقیقات زیادی صورت گرفت. یک تیم با راهنماهای تور و مورخان معماری، سفرهای تحقیقاتی میدانی را ترتیب دادند و حدود ۲۵۰٬۰۰۰ عکس و ساعت‌ها فیلم را به دست آوردند. هوسر گفت، «ما با مأموران FBI مخفی صحبت کردیم، متخصصان مافیا، گانگسترهای خیابانی که ادبیات عامیانه می‌دانند – ما حتی به دیدن یک زندان مناسب رفتیم». وی تحقیق و خلق یک بازی جهان آزاد را چالش برانگیزترین جنبه‌های تولید بازی دانست. نقشه‌های گوگل مپس و نمای خیابان شهر «لس آنجلس» توسط تیم جهت کمک به طراحی شبکه‌های جاده ای لس سانتوس استفاده شد. تیم برای بازتولید گسترش جغرافیایی و جمعیتی شهر، مدل‌های کره مجازی، داده‌های سرشماری و مستندها را مطالعه کرد. به گفته هوسر، تیم تصمیم گرفت شهر را در یک منطقه کوچک گسترش دهد تا بازیکنان بتوانند به راحتی از آن عبور کنند و با عبور کردن «ذات واقعی یک شهر اما در یک منطقه بسیار کوچک» را به‌دست آورند. سم سوویت از نیویورکر معتقد است که «کار کامل میدان … برای مستند کردن یک فضای زندگی انجام نشده». بلکه برای ایجاد یک نسخه بسیار واقع گرایانه از لس آنجلس که در واقع وجود ندارد ساخته شده‌است. گاربوت خاطرنشان کرد که از لس آنجلس صرفاً به عنوان نقطهٔ شروع استفاده شد و تیم در حین ساخت لوس سانتوس از لس آنجلس واقعی کپی برداری نکرد.
دنیای آزاد بازی شامل مناطق وسیعی از حومهٔ اطراف شهر است. تیم برای تحقیقات به مناطق روستایی کالیفرنیا رفت. سفر گاربوت با هوسر به ساحل بیچ، کالیفرنیا باعث الهام آنان برای ساخت داستان اصلی ترور در نزدیکی دریای سالتون شد. تیم می‌خواست که جهان بزرگ بازی شامل مناطق خالی و حومه جنوبی کالیفرنیا را به یک فضای بازی پر جزئیات تبدیل کند. دنیای بازی ۴۹ مایل مربع (۱۳۰ کیلومتر مربع) را پوشش می‌دهد که حدود یک هشتادم شهرستان لس آنجلس، کالیفرنیا است. مقیاس آن از بازی‌های جهان باز قبلی راکستار بیشتر است. گاربوت تخمین می‌زند که محیط بازی به اندازه ای بزرگ است که می‌تواند جهان‌های سن آندریاس، بازی اتومبیل‌دزدی بزرگ ۴ و رد دد ریدمپشن را در خود جای دهد. برای مطابقت با اندازه جهان، تیم موتور RAGE را اصلاح کرد تا کشش مسافت (Draw distance) را بهبود ببخشد. فضای بزرگ و باز بازی امکان ارائه مجدد هواگردهای ثابت‌بال که از اتومبیل‌دزدی بزرگ ۴ به دلیل مقیاس کوچک نقشه حذف شده بود، فراهم کرد. هوسر توضیح داد: «ما جایی بزرگ می‌خواستیم که بازیکننان بتوانند به درستی پرواز کنند». تولیدکننده ارشد لسلی بنزیه خاطرنشان کرد که برای جلوگیری از ایجاد یک منطقه «توخالی» در حومه شهر، تیم جهان بازی را با حیات وحش آباد کرد.

## داستان و شخصیت پردازی
یکی از اولین اهداف طراحی اتومبیل‌دزدی بزرگ ۵ ساخت یک داستان تک نفره که حول سه شخصیت اصلی بچرخد بود. گاربوت احساس می‌کرد که چنین انحرافی از ساختار اصلی گیم پلی مجموعه یک خطر محسوب می‌شود، و تیم نگران بود که جدا شدن از سنت اصلی سری اتومبیل‌دزدی بزرگ «ممکن است نتیجه معکوس» بدهد. ایده اولیه ارائه سه داستان جداگانه را از طریق قهرمانان مختلف بود. بعداً، تیم از مفهوم داستان اتومبیل‌دزدی بزرگ ۴ الهام گرفت که مسیرهای داستانی می‌تواند در طول بازی برآورده شوند. سرانجام، این مفهوم به سه داستان به هم پیوسته تبدیل شد که در میان ماموریت‌ها در هم آمیخته بودند. طبق گفته بنزیه، تیم فرمول چند کاراکتری را به عنوان یک بخش «جدایی ناپذیر در ساختار گیم پلی و روایت» توسعه داد هوسر اظهار داشت که اتوموبیل دزدی بزرگ ۵ «قوی‌ترین بازی طراحی شده توسط آنان است زیرا شخصیت‌ها بسیار در هم تنیده شده‌اند» و «نقاط دیدار [بین داستان شخصیت‌ها] بسیار هیجان انگیز است».
موضوع اصلی داستان پیرامون به دست آوردن پول است. شخصیت‌های اصلی در ماموریت‌ها تلاش می‌کنند تا با برنامه‌ریزی و اجرای دزدی‌های پیچیده ثروت خود افزایش دهند دهند. تیم توسعه تمرکز خود را بر روی پول گذاشت تا پاسخی به بحران مالی ۲۰۰۸–۲۰۰۷ هم باشد، زیرا تأثیرات آن باعث شد که شخصیت‌های اصلی به زندگی جنایتکارانه بازگردند. هوسر توضیح داد: «ما این احساس پس از سقوط (مالی) را می‌خواستیم زیرا (داستان بازی) به صورت موضوعی در مورد سارقین بانک است». واکنش‌های مثبت به مرحلهٔ  Three Leaf Clover از اتومبیل‌دزدی بزرگ ۴ – در این مرحله نیکو بلیک و همدستانش یک بانک را سرقت می‌کنند – تیم را تشویق کرد که داستان بازی را محور سرقت توسعه دهند. هوسر گفت هنگامی که مأموریت «Three Leaf Clover» مورد استقبال قرار گرفت، تیم بهترین توانایی‌های خودش را در زمینه سرقت‌های هیجان انگیز نشان نداده بود و آنان می‌خواستند در اتوموبیل دزدی بزرگ ۵  به آن برسند. او احساس می‌کرد یک مأموریت قوی برای سرقت از بانک «وسیله خوبی بود که در گذشته هرگز از آن استفاده نکرده بودیم».

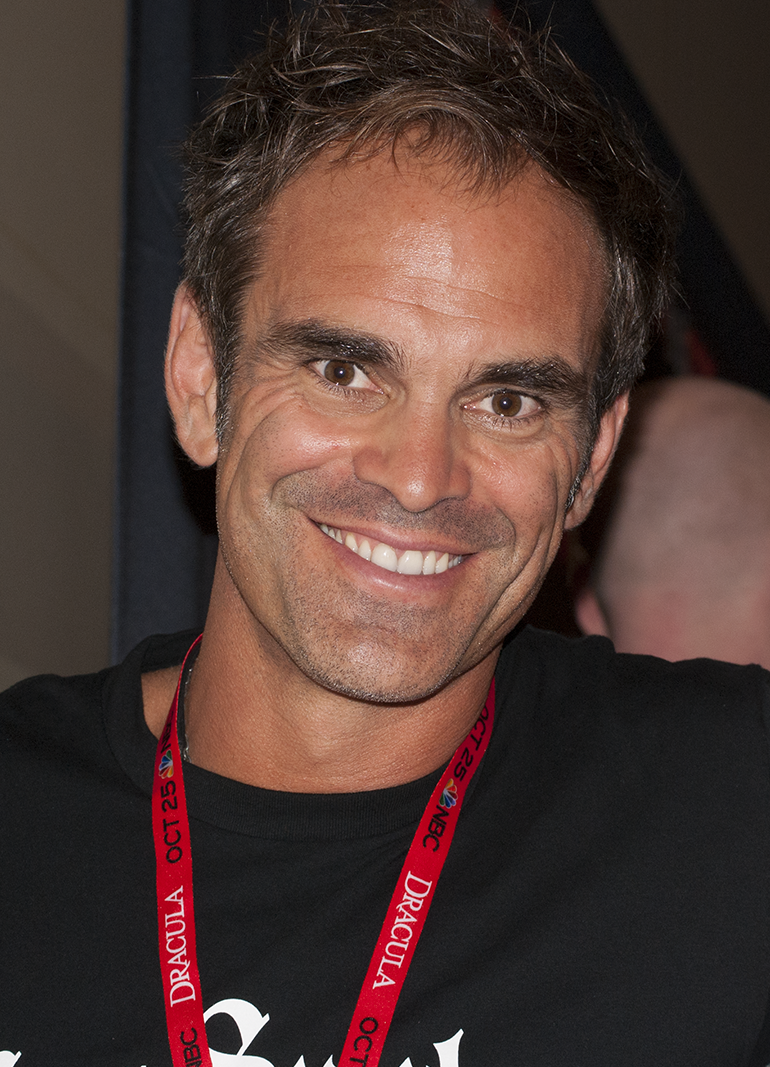
استیون آگ، که نقش ترور را بازی کرد، در صحنه فیلم‌برداری با بازیگر مایکل ند لوک، کمی مواد شیمیایی مصرف کرد تا به ایفای نقش آنان کمک کند

در این بازی بازیکنان سه شخصیت را کنترل می‌کنند: مایکل دی سانتا، فرانکلین کلینتون و ترور فیلیپس. تیم برای هر شخصیت یک الگوی قهرمانی تجسم کرد. مایکل نشان دهنده حرص و آز، فرانکلین جاه طلبی دارد و ترور یک دیوانه است. هوسر احساس کرد مایکل و ترور برای کنار هم قرار دادن یکدیگر نوشته شده‌اند، ترور با مایکل «مثل یک جنایتکار است که می‌خواهد بعضی وقت‌ها پسر خوبی باشد» است و وقتی تنهاست مثل «دیوانه ای که منافق نیست» است. وی معتقد بود که وجود سه شخصیت اصلی به حرکت داستان به سمت یک فضای اورجینال تر کمک کرد. در نسخه‌های قبلی، قهرمان یک جنایتکار بدبخت بود که سعی داشت به پول برسد ولی نسخه پنجم اینگونه نبود. ند لوک نقش مایکل، شاون فونتنو نقش فرانکلین و استیون آگ نقش ترور را ایفا کردند. فونتنو ابتدا از طریق دوست خود دی‌جی پوهط که بر روی موسیقی و داستان San Andreas کار کرده بود و در تولید موسیقی بازی پنجم شرکت داشت، از کار بازیگری آگاه شد.
هنگامی که به ند لوک دربارهٔ ایفای نقش مشاوه داده شد، در ابتدا نمی‌خواست که بازی کند زیرا نقشش در یک بازی ویدیویی روایت می‌شد. پس از مطالعه و کسب اطلاعات بیشتر در این مورد، وی علاقه‌مند شد. او گفت «من بلافاصله پس از خواندن مطالب» از (تصمیم) «من آن را انجام نمی‌دهم» به «هیچ‌کسی آن را انجام نمی‌دهد» رسیدم (نتیجه‌گیری کردم). این درخشان بود.» در طی مراحل اولیه تست، استیون آگ در سکانس بین او و ند لوک کمی مواد شیمیایی مصرف کرد، او احساس کرد که به آنان کمک می‌کند تا نقش‌هایشان را بهتر ایفا کنند وی توضیح داد: «وقتی من و [لوک] با هم به اتاق رفتیم، بلافاصله چیزی [در دستمان] داشتیم». بازیگران می‌دانستند که برای راکستار گیم ایفای نقش می‌کنند، اما بعد از امضاء زدن قرارداد، فهمیدند که این یک عنوان Grand Theft Auto است.
بازیگران از سال ۲۰۱۰ شروع به کار کردند. بیشتر نقش و عملکرد آنان با استفاده از فناوری ضبط حرکت (Motion capture) ظیط شد. صحنه‌هایی که شخصیت‌ها در خودرو به حالت نشسته گفتگو می‌کردند در استودیو ضبط می‌شد. از آنجا که بازیگران دیالوگ و حرکات خود را در صحنه ضبط می‌کردند، آنان هیچ تفاوتی با ایفای نقش در نقش‌های سینمایی یا تلویزیونی نمی‌دیدند. دیالوگ‌های آنان به گونه ای نوشته شده بود که نتوانند فی‌البداهه صحبت کنند. با این حال، گاهی با تأیید کارگردان تغییرات کوچکی در نقش خود ایجاد کردند. ند لوک برای آمادگی ایفای نقش مایکل ۲۵ پوند (۱۱ کیلوگرم) وزن اضافه کرد و شروع به مطالعه ساخته‌های قبلی راکستار کرد، او از اتومبیل‌دزدی بزرگ ۴ شروع کرد. او شخصیت پردازی مایکل را مخلوطی از بازی هیو بومونت در نقش ورد کلیور در سریال آمریکایی «به بیور بسپار» (۱۹۵۷–۱۹۶۳) و بازی آل پاچینو در نقش تونی مونتانا در فیلم صورت‌زخمی در سال ۱۹۸۳ دانست.
استیون آگ احساس کرد که شخصیت ترور با گذشت زمان پیشرفت می‌کند. وی گفت: «ظرافت‌ها و ویژگی‌های شخصیتی که شروع به ظهور می‌کنند - (مثل) راه رفتن، نحوه گفتار، واکنش‌های او، قطعاً پیشرفت (شخصیتی) وی را در طول بازی نشان می‌دهد». اوگ از بازی تام هاردی در نقش چارلز برانسون، جنایتکار انگلیسی، در فیلم ۲۰۰۸ برانسون به عنوان یک تأثیر سبک شدید یاد می‌کند. هنگامی که ترور نمونه ای از یک ضد قهرمان Grand Theft Auto خشن و روانی را به نمایش می‌گذارد، او می‌خواست که احساس همدردی بازیکن با داستان ترور را برانگیزد. اوگ توضیح داد: «برانگیختن احساسات سخت بود، و این بزرگترین چالش برای من بود و همین معنی زیادی برایم داشت.» شاون فونتنو احساس کرد که بزرگ شدن در جنوب لس آنجلس و قرار گرفتن در معرض قاچاق مواد مخدر و فرهنگ گنگ بازی، تصویر و تجسم خودش از فرانکلین را تصدیق کرده‌است. او در مصاحبه ای گفت که «من قبلاً زندگی او را گذرانده‌ام . . . او توسط مواد مخدر، جنایت و زندگی با عمه اش محاصره شده – من با مادربزرگم زندگی کردم – بنابراین آشنایی زیادی (از لحاظ شخصیتی) وجود داشت.» او که از زمان فیلم واش (فیلم ۲۰۰۱) در سال ۲۰۰۱ به عنوان بازیگر کار نکرده بود، بنابراین از لوک و آگ مشاوره گرفت تا مهارت‌های بازیگری خود را اصلاح کند.

## طراحی گیم پلی
ایده چند قهرمانی بازی Grand Theft Auto V به منظور بهبود سری اتومبیل دزدی پیش‌بینی شده بود. تیم به دنبال نوآوری در داستان گویی بازی بود و نمی‌خواست ساختار اصلی گیم پلی با عدم پیشرفت مواجه شود. هوسر گفت: «ما نمی‌خواستیم همان کار را دوباره تکرار کنیم». ایده شخصیت‌های متعدد برای اولین بار در طول توسعه اتومبیل‌دزدی بزرگ: سان اندرس مطرح شد اما محدودیت‌های سخت‌افزاری آن دوره باعث شد که ایده کار نکند. گاربوت توضیح داد، «این (ایده) از نظر فنی کار نمی‌کرد زیرا این سه شخصیت به سه برابر حافظه، سه نوع انیمیشن و غیره احتیاج داشتند». پس از انتشار اتومبیل‌دزدی بزرگ ۴ تیم دو بازی گمشده و نفرین‌شده و حکایت گی تونی به صورت اپیزودیک توسعه داد که شامل قهرمانان جدید است. سه داستان در هم تنیده اظهارات مثبتی را دریافت کردند، بنابراین تیم Grand Theft Auto V را حول این ایده ساخت.
تیم توسعه فهمید که بازیکنان هنگام کنترل سه شخصیت طی ماموریت‌ها آزادی بیشتری را تجربه می‌کنند. طراح ارشد مراحل «عمران سَرور» احساس کرد که بازیکنان در این صورت مانورهای استراتژیک بیشتری دارند. او یک سناریوی جنگی را مثال زد که در آن مایکل در یک پایگاه تیرانداز قرار می‌گیرد تا ترور را پوشش دهد، ترور به موقعیت دشمن حمله می‌کند فرانکلین فِلَنک (پشت) را نگه می‌دارد. لسلی بنزیه احساس کرد که تغییر کاراکتر باعث آسانی گشت و گذار آزاد در نقشه بازی و گیم پلی مأموریت خطی می‌شود، در نتیجه راه‌های طولانی برای رسیدن به نقطه شروع مأموریت را حذف می‌کند. طبق گفته بنزیه، بازیکنان ممکن است «بدون نگرانی در مورد بازگشت طولانی (در نقشه)، کل نقشه را کاوش کنند». هوسر خاطرنشان کرد که استفاده از این مکانیک هنگام مأموریت‌ها، از رانندگی‌های طولانی پیشگیری می‌کند. تیم محتوای مأموریت پویا را در سراسر جهان باز پیاده‌سازی کرد، این ویژگی از رد دد ریدمپشن وام گرفته شد. ماموریت‌های پویا هنگامی که بازیکنان دنیای باز را کاوش می‌کنند خود را نشان می‌دهند و ممکن است مورد پذیرش یا نادیده گرفته شوند. به عنوان مثال، در لوس سانتوس، بازیکنان ممکن است با یک ون امنیتی روبرو شوند و سعی کنند آن را رهگیری کنند تا محتوای آن را بدزدند.
تیم مکانیک‌های تیراندازی و رانندگی بازی را جهت مطابقت با استانداردهای معاصر اصلاح کرد. استقبال عمومی از بازیهای قبلی تیم (مانند اتومبیل‌دزدی بزرگ ۴، رد دد ریدمپشن و مکس پین ۳) در طی توسعه در نظر گرفته شد. برای افزایش سرعت تیراندازی، تیم ویژیگی «قفل سخت» را حذف کرد – مکانیک مرکزی در اتومبیل‌دزدی بزرگ ۴ که بلافاصله روی دشمن نزدیک به کراس هیر قفل می‌شد. مدیر فنی دستیار، «فیل هوکر» قفل سخت را «بیش از حد گمراه کننده» و «غوطه‌ور» دانست، «زیرا شما مجبور نبودید در مورد مکان‌های دشمن فکر کنید.» وی گفت بازیکنان اتومبیل‌دزدی بزرگ ۴ «تا زمانی که هدف نمیرد فقط بر روی نگه داشتن و شلیک حساب می‌کنند»، بنابراین اتومبیل‌دزدی بزرگ ۵ زمانی را معرفی می‌کند که پس از چند ثانیه قفل یک هدف را می‌شکند. تیم، سیستم کاور رد دد ریدمپشن را با افزایش سرعت حرکت به داخل و خارج از کاور بهبود بخشید. با توجه به مکانیک اصلاح شده وسایل نقلیه، هوسر احساس کرد این بازی از بازی‌های ویدئویی کورسی تأثیر گرفته و مکانیک رانندگی «قایل مانند» اتومبیل‌دزدی بزرگ ۴ اصلاح کرد.

## تولید موسیقی
اتومبیل‌دزدی بزرگ ۵ برای اولین بازی در سری خود از موسیقی اورجینال بهره برد. سرپرست موسیقی ایوان پاولوویچ «Ivan Pavlovich» ایده ساخت موسیقی متن بازی را «دلهره آور» توصیف کرد، زیرا برای یک بازی Grand Theft Auto بی‌سابقه بود. مانند اکثر بازی سری قبلی، این عنوان از آهنگ‌های لایسنس شده استفاده می‌کرد که در رادیوهای داخل بازی پخش می‌شود. پاولوویچ امیدوار بود که «original score» باعث افزایش استفاده از موسیقی لایسنس شده شود و از آن کم نکند. وی همچنین به توازن بین «زیر متن و تنش‌های محیط» و عملکرد آن در بازی اشاره کرد. برای کار بر روی «original score»، راک استار با Alchemist، اوه نه و تنجرین دریم با وودی جکسون، که قبلاً بر روی موسیقی رد دد ریدمپشن، لس آنجلس سیاه و مکس پین ۳ کار کرده بود، همکاری کرد. تیم سازندگان طی چندین سال با هم همکاری کردند تا بیش از بیست ساعت موسیقی ایجاد کنند که هم به مأموریت‌های بازی و هم به پویایی گیم پلی در حالت‌های تک نفره و چند نفره کمک کند.

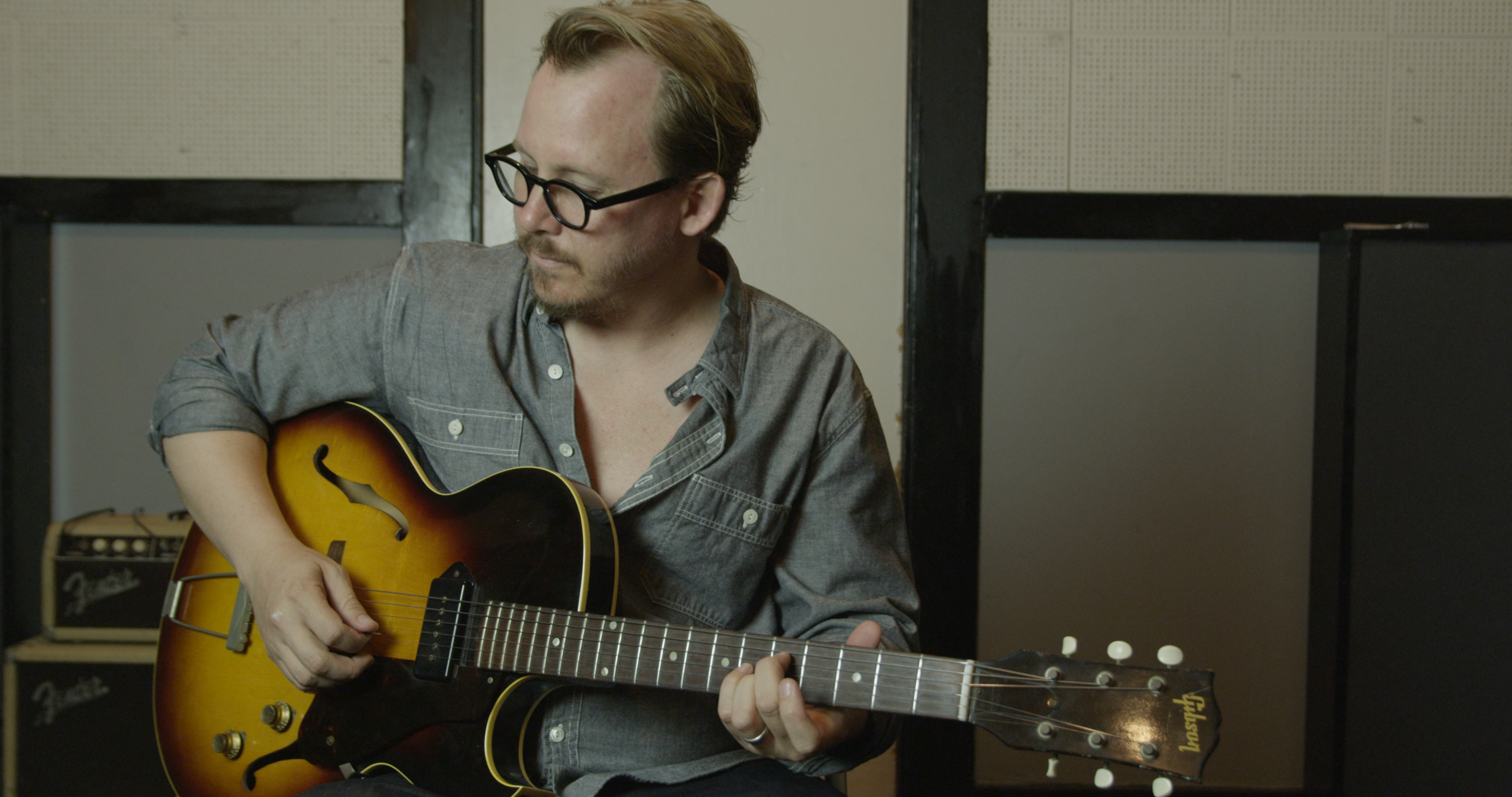
وودی جکسون، که بر روی چندین بازی قبلی راکستار کار کرده بود، با یک تیم از تهیه‌کنندگان همکاری کرد تا بیش از بیست ساعت «original score» برای موسیقی متن بازی تهیه کند

در اوایل توسعه و قبل از شروع کار بر روی «original score»، به تیم موسیقی یک نسخه اولیه از بازی نشان داده شد. بیشتر کارهای آنان بعد از مراحل تکمیل به پایان رسید، اما آنان آهنگسازی را ادامه دادند تا اینکه نسخه نهایی را ارسال کردند. ادگار فروز، عضو مؤسس تنجرین دریم، در ابتدا پیشنهاد تولید موسیقی برای یک بازی ویدیویی را رد کرد. اما بعد از اینکه به استودیو منتقل شد و به او بازی را نشان دادند، تحت تأثیر مقیاس و ماهیت سینمایی آن قرار گرفت و نظر خود را تغییر داد. ادگار فروز در هشت ماه اول ۶۲ ساعت موسیقی تولید کرد. او با تنجرین دریم در اتریش ضبط کرد، اما بیشتر کارها در استودیوی جکسون ایالات متحده انجام شد، که Alchemist و او نه نیز در آنجا ضبط کردند.
نقش اولیه وودی جکسون تهیه موسیقی برای مأموریت‌های ترور بود و او از هنرمندانی چون مارس ولتا و کوئینز آو د استون ایج الهام گرفت. وقتی فهمید تیم در حال ساخت کارهای یکدیگر است، نگران بود که محصول نهایی مجزا شود. با این حال، او بعد از به اشتراک گذاشتن کار خود با تیم، به ویژه کمک‌های ادگار فروز تحت تأثیر قرار گرفت. جکسون گفت: «ادگار موسیقی را تکامل بخشید و آن را به صورت چیز دیگری درآورد». ادگار فروز صداهای فانک را با تأثیرات هیپ هاپ جکسون درگیر کرده بود. فروز و جکسون سپس کارهای خود را برای The Alchemist و Oh No ارسال کردند، که به شدت نمونه برداری (سَمپِل) کرده بودند. The Alchemist گفت، «ما در حال نمونه برداری (سَمپِل کردن) بودیم، یک قطعه از اینجا گرفتیم، یک قطعه از آنجا . . . ما وسایل را بلند کردیم، خرد کردیم، نیشگون گرفتیم. سپس ما مسیرهایی را انتخاب کردیم که کار کرد و همه وارد آن شدند و روی آن لایه بندی کردند.» در ادامه دی‌جی شدو خلاقیت‌های تیم را مخلوط کرد و آن را با گیم پلی بازی مطابقت داد. پاولوویچ دربارهٔ اینکه «چگونه کاری کنیم موسیقی score شبیه به آهنگ‌های هیپ هاپ و راک رادیو نباشد، بلکه چیزی منحصر به فرد برای موسیقی score باشد» را یک چالش می‌دانست.

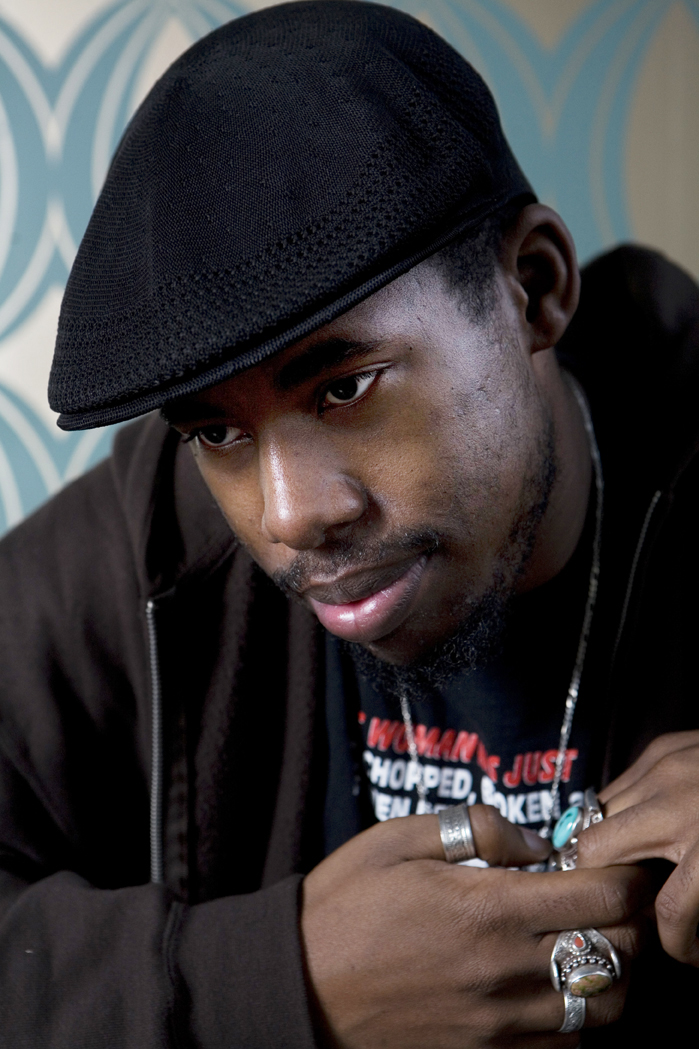
پرواز لوتوس میزبان موسیقی اصلی برای ایستگاه رادیویی FlyLo FM در بازی است

## انتشار
در طی تماسی با استراس زلنیک از مدیر عامل تیک-تو اینتراکتیو در مورد اتومبیل‌دزدی بزرگ ۵ در سپتامبر ۲۰۰۹، از بازی بعدی مجموعه سؤال شد و او پاسخ داد: «ما آن را معرفی نخواهیم کرد، ما زمانی که می‌خواهیم معرفی کنیم را اعلام نمی‌کنیم، و ما قرار نیست استراتژی در مورد معرفی یا حتی در مورد اینکه چه زمانی معرفی کنیم، را تعیین کنیم». در ماه نوامبر، هوسر با روزنامه تایمز در مورد کار خود در مورد این مجموعه و روند انجام شده برای بازی بعدی Grand Theft Auto مصاحبه کرد. او برنامه‌های خود را برای نوشتن یک اسکریپت هزار صفحه ای بیان کرد و گفت که، هنگام ساخت یک بازی جدید، تیم معمولاً یک شهر ایجاد می‌کند و بعد از آن گروه بازیگران اصلی را تشکیل می‌دهد. در ژوئیه ۲۰۱۰، راک‌استار نورث هفت مورد استخدام مربوط به یک عنوان جدید آگهی کرد. این شرکت می‌خواست هنرمندان محیط زیست، برنامه نویسان فیزیک و انیماتورهای شخصیت‌ها را استخدام کند – در تبلیغات اخیر از افرادی با «تجربه حرفه ای در زمینه ساخت یک بازی اکشن شخص سوم» درخواست شده‌است. روزنامه نگاران نوشتند که لیست کار نشان دهنده وجود بازی Grand Theft Auto V است در ژوئن ۲۰۱۱، منابع ناشناس که ظاهراً نزدیک به توسعه دهندگان بودند به گیم‌اسپات گفتند که عنوان «در حال انجام است»، و احتمالاً تاریخ انتشار ۲۰۱۲ است.
راکستار گیم برای اولین بار وجود بازی را در تاریخ ۲۵ اکتبر ۲۰۱۱ طی اطلاعیه ای در وب سایت رسمی و توییتر خود تأیید کرد. قیمت سهام تیک-تو اینتراکتیو هفت درصد افزایش یافت. روزنامه نگاران گفتند که این اعلامیه انتظار قابل توجهی را در میان صنعت بازی ایجاد می‌کند و آنان مدیون اهمیت فرهنگی این مجموعه هستند. این بازی تاریخ انتشار پیش‌بینی شده اصلی خود در مارس تا مه ۲۰۱۳ را برآورده نکرد. در تاریخ ۳۰ اکتبر ۲۰۱۲، پوسترهای تبلیغاتی به اینترنت گسترش یافته بودند و لیست فروشندگان تاریخ انتشار پیش‌بینی شده را درز کرده بودند. راکستار در آن روز اعلام کرد که انتشار بازی برای فصل دوم ۲۰۱۳ برنامه‌ریزی شده و شرکت پذیرش پیش سفارش‌ها را در ۵ نوامبر ۲۰۱۲ آغاز خواهد کرد.
در تاریخ ۳۱ ژانویه ۲۰۱۳، این شرکت اعلام کرد که تاریخ انتشار به ۱۷ سپتامبر ۲۰۱۳ موکول شده‌است. راکستار در یک بیانیه مطبوعاتی گفت: «فقط به کمی زمان بیشتری نیاز است تا به استانداردهای ما برسد.» در ۲۳ اوت، گزارش‌ها حاکی از آن بود که برخی از کاربران پلی استیشن ۳ اروپایی که اتومبیل‌دزدی بزرگ ۵ را پیش سفارش کرده بودند، قادر به دانلود قسمت‌هایی از بازی از جمله موسیقی متن و برخی از گفتگوی شخصیت‌های آن بودند. سونی فایل‌های پیش سفارش را از شبکه پلی استیشن اروپا حذف کرد و از راکستار و طرفدارانش عذرخواهی رسمی کرد ولی جزئیات بازی در اواخر همان روز و روزهای بعدی به بیرون درز کرد. در پاسخ، راکستار اظهار کرد که «از نشت و اسپویلرهای منتشر شده قبل از انتشار بازی بسیار ناامید شده‌است» این بازی در ۱۰ اکتبر در ژاپن منتشر شد. در ای۳ ۲۰۱۴ ، انتشار مجدد بازی برای رایانه‌های شخصی، پلی استیشن ۴ و ایکس باکس وان تأیید شد. نسخه PC، که در ابتدا برای انتشار همزمان با نسخه‌های کنسول برنامه‌ریزی شده بود، سه بار به تأخیر افتاد: اول تا ۲۷ ژانویه ۲۰۱۵، بعد تا ۲۴ مارس و دوباره به ۱۴ آوریل. طبق گفته راکستار نسخه رایانه شخصی به زمان توسعه اضافی نیاز داشت. نسخه پلی‌استیشن ۵ و اکس‌باکس سری اکس و سری اس در ژوئن سال ۲۰۲۰ برای انتشار در نیمه دوم سال ۲۰۲۱ معرفی شدند که شامل بهبود تکنینی و کاراریی است.

## تبلیغات
بازی به‌طور گسترده‌ای از طریق تریلرهای ویدئویی و کنفرانس‌های مطبوعاتی به بازار معرفی شد. در ۳ نوامبر ۲۰۱۱، یک هفته پس از اعلامیه، اولین پیش پرده منتشر شد. تریلر (پیش پرده) توسط مایکل روایت می‌شود و دنیای باز را به همراه ترانه «Ogdens 'Nut Gone Flake» توسط گروه راک انگلیسی Small Faces را نشان می‌دهد. در همان روز یک بیانیه مطبوعاتی منتشر شد که جهان آزادی بازی در جنوب کالیفرنیا و لس آنجلس جریان دارد. تقریباً یک سال بعد، گیم اینفورمر جلد مجله شماره دسامبر ۲۰۱۲ را به اتومبیل‌دزدی بزرگ ۵ اختصاص داد. راکستار قصد داشت دومین تریلر تبلیغاتی را در ۲ نوامبر منتشر کند؛ ولی توفند سندی، که باعث قطع منبع تغذیه به دفاتر Rockstar's New York شد، باعث ایجاد مشکل در پخش تریلر شد. تریلر سرانجام در ۱۴ نوامبر منتشر شد که داستان و قهرمانان اصلی را معرفی می‌کند و شامل آهنگ «Skeletons» توسط موسیقیدان آمریکایی استیوی واندر است.

تبلیغات بازی در هتل فیگوروا در لس آنجلس

برای رونمایی از کاور آرت (جلد بازی)، راک استار با هنرمندان قرارداد بست تا در ۳۱ مارس ۲۰۱۳ نقاشی دیواری در منهتن بکشند، و به دنبال آن انتشار آرت ورک‌های دیجیتال در ۲ آوریل منتشر شد. اولین آرت ورک، یک مدل انگلیسی به اسم Shelby Welinder را نشان می‌دهد که در یک ساحل با موهای بلوند در حال سلفی گرفتن است. سه تریلر در تاریخ ۲۶ آوریل منتشر شد که هر یک بر روی یکی از شخصیت‌های اصلی تمرکز داشتند. آهنگ‌های «رادیو گا گا» از گروه انگلیسی کوئین، «Hood Gone Love It» از خواننده رپ آمریکایی جی راک و «Are You Sure Hank Done It This Way» از وایلون جنینگز نوازنده آمریکایی به ترتیب در تریلرهای مایکل، فرانکلین و ترور استفاده شدند.
تریلری که در ۹ ژوئیه منتشر شد، اولین تصاویر از گیم پلی را به نمایش گذاشت؛ که شامل مکانیک تیراندازی و رانندگی و توانایی تعویض فوری بین شخصیت‌ها را نشان می‌داد. اتومبیل‌دزدی بزرگ آنلاین در تریلر منتشر شده برای اولین بار معرفی شد و در ۱۵ اوت رونمایی شد. در این ویدئو فعالیت‌هایی مانند دزدی بانکی، سرقت‌های کوچک، حالت‌های بازی «سنتی»، خرید ملک و دوچرخه سواری نمایش داده شد. آخرین تریلر پیش از عرضه در تاریخ ۲۹ اوت منتشر شد که یک تبلیغ تلویزیونی بود. آهنگ «Sleepwalking» توسط گروه آمریکایی The Chain Gang در سال ۱۹۷۴ در این تریلر استفاده شده‌است.
از استراتژی بازاریابی ویروس‌وار برای تبلیغ بازی نیز استفاده شد. به بازدیدکنندگان وب سایت The Epsilon Program – یک فرقه مذهبی تخیلی در دنیای Grand Theft Auto – فرصتی برای ثبت نام در آن گروه داده شد. پس از پر کردن فرم عضویت آنلاین، نشان داد که این سایت یک فراخوان انتخاباتی برای حضور پنج نفر در بازی به عنوان اعضای فرقه داستانی است. وب سایت رسمی اتومبیل‌دزدی بزرگ ۵ در ۱۳ اوت ۲۰۱۳ دوباره طراحی شد تا پیش نمایشی از فعالیت‌ها و مکان‌های موجود در دنیای آزاد و داستان‌های قهرمانان اصلی را نشان دهد. اطلاعات بیشتر در تاریخ ۲۴ اوت، ۶ سپتامبر، و ۱۳ سپتامبر در وب سایت منتشر شد.
برای پیش فروش محصولات، راک استار با چندین فروشگاه خرده فروشی همکاری کرد تا نسخه‌های ویژه بازی را ارائه دهد. «نسخه ویژه» شامل یک بسته‌بندی منحصر به فرد، یک نقشه بازی و یک کد جهت بازکردن قفل محتوای اضافی در حالت‌های تک نفره و چند نفره است. این ناشر برای انتشار یک کنسول ۵۰۰ گیگابایتی PlayStation 3 با سونی همکاری کرد که شامل یک نسخه از بازی، ۳۰ روز عضویت آزمایشی سرویس شبکه پلی‌استیشن و یک هدفون اتومبیل‌دزدی بزرگ ۵ با مارک تجاری است. همه پیش خریدهای بازی دسترسی به هواپیمای Atomic Blimp در بازی را به خریدار اعطا می‌کرد. گیم‌استاپ یک قرعه کشی تبلیغاتی برگزار کرد که در آن یک ماشین ورزشی واقعی Bravado Banshee (همتای بازی اس‌آرتی وایپر) را به قرعه می‌گذاشت. راک استار برای ساخت این وسیله نقلیه با West Coast Customs همکاری کرد.
اندکی پس از انتشار بازی، برنامه iFruit برای دستگاه‌های iOS منتشر شد. این اجازه می‌دهد تا بازیکنان وسایل نقلیه را شخصی‌سازی کنند، پلاک‌های سفارشی ایجاد کنند و به سگ فرانکلین Chop Chook ترفندهای جدیدی را بیاموزند که توانایی‌های اضافی درون بازی را باز می‌کند. پس از راه اندازی، برخی از کاربران مشکلات اتصال به سرورهای برنامه را گزارش کردند. این مشکلات با به روزرسانی در ۲۵ سپتامبر ۲۰۱۳ برطرف شدند. iFruit برای اندروید در ۲۹ اکتبر و برای دستگاه‌های ویندوز فون در ۱۹ نوامبر منتشر شد.

## انتشار دوباره
چیزی باورنکردنی در مورد دویدن در این جهان به حالت اول شخص وجود دارد، شما نگاهی به دستان ترور می‌اندازید، اکنون دستان شماست و خال کوبی‌ها، خاک زیر ناخن‌های او را می‌توانید ببینید … سپس با یک کلیک سوم شخص می‌شوید و شخصیت شما دوباره در مقابل شما قرار دارد - این یک تجربه کاملاً جدید است.

آرون گاربوت، کارگردان هنری راک استار، IGN, 5 November 2014
نسخه پیشرفته تر برای رایانه‌های شخصی، پلی استیشن ۴ و ایکس باکس وان شامل افزایش کشش مسافت (draw distance)، جزئیات دقیق تر بافت‌ها، ترافیک متراکم تر، جلوه‌های جوی ارتقا یافته، و حیات وحش و پوشش گیاهی جدید است. این نسخه بیش از ۱۶۲ آهنگ جدید را در سراسر ایستگاه‌های رادیویی بازی ارائه می‌داد. بازیکنان می‌توانند پیشرفت شخصیت‌های خود در اتومبیل‌دزدی بزرگ آنلاین را به سیستم عامل‌های جدید منتقل کنند و فعالیت‌های منحصر به فرد و تخفیف در بازی را برای سلاح‌ها و وسایل نقلیه کسب کنند. در انتشار مجدد، گزینه جدید مشاهده اول شخص وجود دارد. راب انلسون، مدیر انیمیشن، گفت که وجود یک گزینه اول شخص هنگام توسعه نسخه پلی استیشن ۳ و باکس ۳۶۰ مطرح شد، اما بانک‌های حافظه نسبتاً کوچک کنسول‌ها از قبل تحت فشار قرار گرفته‌اند، به گونه ای که افزودن انیمیشن‌های اول شخص جدید مانع ارائه رندر جهان باز می‌شود. به گفته نلسون، به دلیل نیاز به انطباق نبرد با دید متفاوت، دید اول شخص به تلاش بیشتری برای توسعه نیاز داشت نه اینکه فقط موقعیت دوربین تغییر داد شود. سلاح‌ها به وضوح بالاتر ارتقا یافتند و انیمیشن‌های جدیدی از جمله لگد سلاح، بارگیری مجدد و سوئیچ اضافه شدند. نلسون گفت: «من فکر می‌کنم ما فقط روی سلاح ۳۰۰۰ انیمیشن ایجاد کردیم».
نسخه PlayStation 4 از پد لمسی دوال‌شاک ۴ برای حرکت در گزینه‌های دوربین و بلندگو برای پخش تماس‌های تلفن‌های هوشمند استفاده می‌کند در حالی که «Impulse Triggers» کنترلر Xbox One ممکن است در حالی که بازیکنان از وسایل نقلیه استفاده می‌کنند غوغا کند. نسخه PC دارای «Rockstar Editor» است، یک ویرایشگر که به بازیکنان امکان می‌دهد کلیپ‌های ویدیویی از گیم پلی خود را ایجاد کنند. این ویژگی از «حالت کارگردان» برخوردار است که به بازیکنان امکان ضبط فیلم با شخصیت‌های مختلف را می‌دهد که به دلخواه خود صحبت می‌کنند و اقدامات مختلفی را انجام می‌دهند. بازیکنان می‌توانند زمان روز و تنظیمات هوا را تنظیم کنند و از کدهای تقلب برای دسترسی به جلوه‌های سینمایی بیشتر استفاده کنند. یک مجموعه ویرایش به بازیکنان امکان می‌دهد موسیقی متن موسیقی و امتیاز بازی را اضافه کنند و به جلوه‌های مختلف عمق میدان و فیلتر دسترسی پیدا کنند. کارهای تمام شده ممکن است مستقیماً در یوتیوب بارگذاری شوند و در مسابقات Rockstar Games Club Club وارد شوند. بعداً، نسخه‌های PlayStation 4 و Xbox One از طریق یک به روزرسانی رایگان، Rockstar Editor را دریافت کردند که ویژگی‌های مختلفی مانند جلوه‌های صوتی گسترده و کتابخانه‌های سبک متن را در هر سه سیستم عامل اضافه کرد.

نسخه PlayStation 4 (سمت چپ) دارای کشش مسافت (draw distances) بیشتر و بافت‌های با کیفیت تر از نسخه PlayStation 3 است (راست)

مدیر هنری آرون گاربوت گفت که اضافه شدن شخص اول شخص باعث ارتقا گرافیکی نسخه پیشرفته نیز شد. اتومبیل‌های بازسازی شده دارای جلوه‌های داخلی از جمله سرعت سنج‌های کاربردی تر، اندازه‌گیری سوخت و چراغ‌های ترمز دستی داشبورد هستند. به گفته گاربوت، این تیم اثرات جدید ذرات و نور را اضافه کرد، «مانند کرم‌های شب تاب در حومه شهر یا آلودگی نور محیط بر روی لوس سانتوس در شب» عنوان رد دد ریدمپشن تیم را به افزودن پوشش گیاهی بیشتر برای «شکستن لبه‌های سخت [و] خطوط مستقیم» تشویق کرد. پوشش گیاهی نسخه اصلی با معادل‌های دقیق تر در نسخه پیشرفته جایگزین شد. سیستم آب و هوایی به روز شده باعث می‌شود شاخه‌ها و برگ‌های درخت به‌طور واقعی در باد بوزند. تیم، علف‌های هرز را در امتداد نرده‌ها و دیوارها قرار داد و در بسیاری از زمین‌های جهان آزاد چمن قرار داد. سپس آنها شاخ و برگها، سنگ‌ها و بسترها را روی زمین چمن لایه گذاری کردند. سیستم به روزرسانی انسداد فضای صفحه نمایش (SSAO) اثرات جدید ذرات، سایه و آب و هوا را ایجاد می‌کند، مانند مه حجمی یا بازتاب نئون در اتومبیل‌ها در شب. آلودگی نوری محیط در طول شب لوس سانتوس ممکن است در هوای نامناسب از بین برود. عمق میدان پویای سیستم برای تقلید از فوکوس خودکار دوربین تصاویر را شفاف و نرم می‌کند و سایه‌زن‌های بهبود یافته تر باعث ایجاد رنگ‌های جدید در بافتهای پوست و زمین می‌شوند.
توسعه اولیه نسخه رایانه‌های شخصی به موازات پلی استیشن ۳ و ایکس باکس ۳۶۰ آغاز شد اما با تمرکز بر انتشار کنسول‌ها، توسعه کامپیوتر متوقف شد ولی تیم سرانجام توسعه را از سر گرفت. از آنجا که تیم از همان ابتدا نسخه PC را برنامه‌ریزی کرده بود، از قبل تصمیمات فنی جهت تسهیل توسعه مثل پشتیبانی از رایانه ۶۴ بیتی و دایرکت‌اکس ۱۱ را گرفته بودند. برعکس نسخه‌های پلی استیشن ۳ و ایکس باکس ۳۶۰ که تیم هنری مجبور به فشرده سازی assetsها بودند، بدون پیش‌بینی میران فشرده سازی assetsها، آنان با کیفیت بسیار بالایی نسخه PC را تولید کردند. این تصمیمات اولیه، به دلیل معماری سیستم مشابه PC، به توسعه نسخه‌های PlayStation 4 و Xbox One نیز کمک شد. شباهت‌ها به تیم کمک کرد تا در نسخه PC تصاویر و فناوری را بیش از پیش بالاتر قرار دهند. تیم توسعه رایانه شخصی متشکل از اعضای تیم اصلی و متخصصان رایانه‌های شخصی دیگر استودیوهای راک استار بودند که Grand Theft Auto IV , Max Payne 3 و LA Noire را بر روی PC پورت کرده بودند. مشخصات توصیه شده رایانه شخصی، بازی بر روی رزولوشن 1080p با سرعت ۶۰ فریم ریت بر ثانیه است. تیم توسعه ۶۰ فریم در ثانیه را به عنوان معیار عملکرد بهینه پیشنهاد کرد. نسخه PC از وضوح 4K و فریم‌های بدون پوشش نیز پشتیبانی می‌کند. تیم تصمیم گرفت بازیکنان را برای پیکربندی بازی با توجه به مشخصات سیستم فردی خود انتخاب کند. بازیکنان ممکن است مسافت‌های رسم LOD، فیلتر ناهمسانگرد، جلوه‌های گرافیکی و غیره را پیکربندی کنند. نوار لغزنده تراکم جمعیت بر تراکم عابران پیاده خیابان و اتومبیل در جاده‌ها تأثیر می‌گذارد.